# 愛滋感染者權益促進會
中華民國愛滋感染者權益促進會成立於1997年，是台灣第一個要求保障愛滋病患者人權的非營利組織與互助團體，秘書長是林宜慧。權促會主張，防治愛滋病必須在「兼顧人權」前提下進行，反對政府以監控罪犯的方式控管愛滋病感染者及病患，並積極為愛滋病感染者及病患的工作權、就學權及基本人權努力。曾出版《台灣愛滋感染者醫療權益白皮書》。

## 後天免疫缺乏症候群防治條例
權促會曾對後天免疫缺乏症候群防治條例提出許多意見。在1997年發表的修改芻議之中就提出將愛滋病移出法定傳染病、積極增列感染者權益、區分健康感染者與發病之愛滋病患等等。
2005年，民主進步黨籍立法委員侯水盛等37人提起「後天免疫缺乏症候群防治條例第六條之一及第十七條條文修正草案」，該條文為限制愛滋感染者權益之條款，賦予主管機關隨時可自行判斷限制愛滋感染者權益的空間，權促會曾連署其他團體提出反對。

## 外部連結
- 官方網站 （页面存档备份，存于）（中文）（提供英文選擇）
- 愛滋感染者權益促進會修改愛滋防治條例法芻議 （页面存档备份，存于）